# La Guerche
Pour les articles homonymes, voir La Guerche (homonymie).
La Guerche est une commune française du département d'Indre-et-Loire, en région Centre-Val de Loire.

## Géographie
| Leugny Vienne | Abilly       |        |
|               | La Guerche   | Barrou |
|               | Mairé Vienne |        |

### Hydrographie

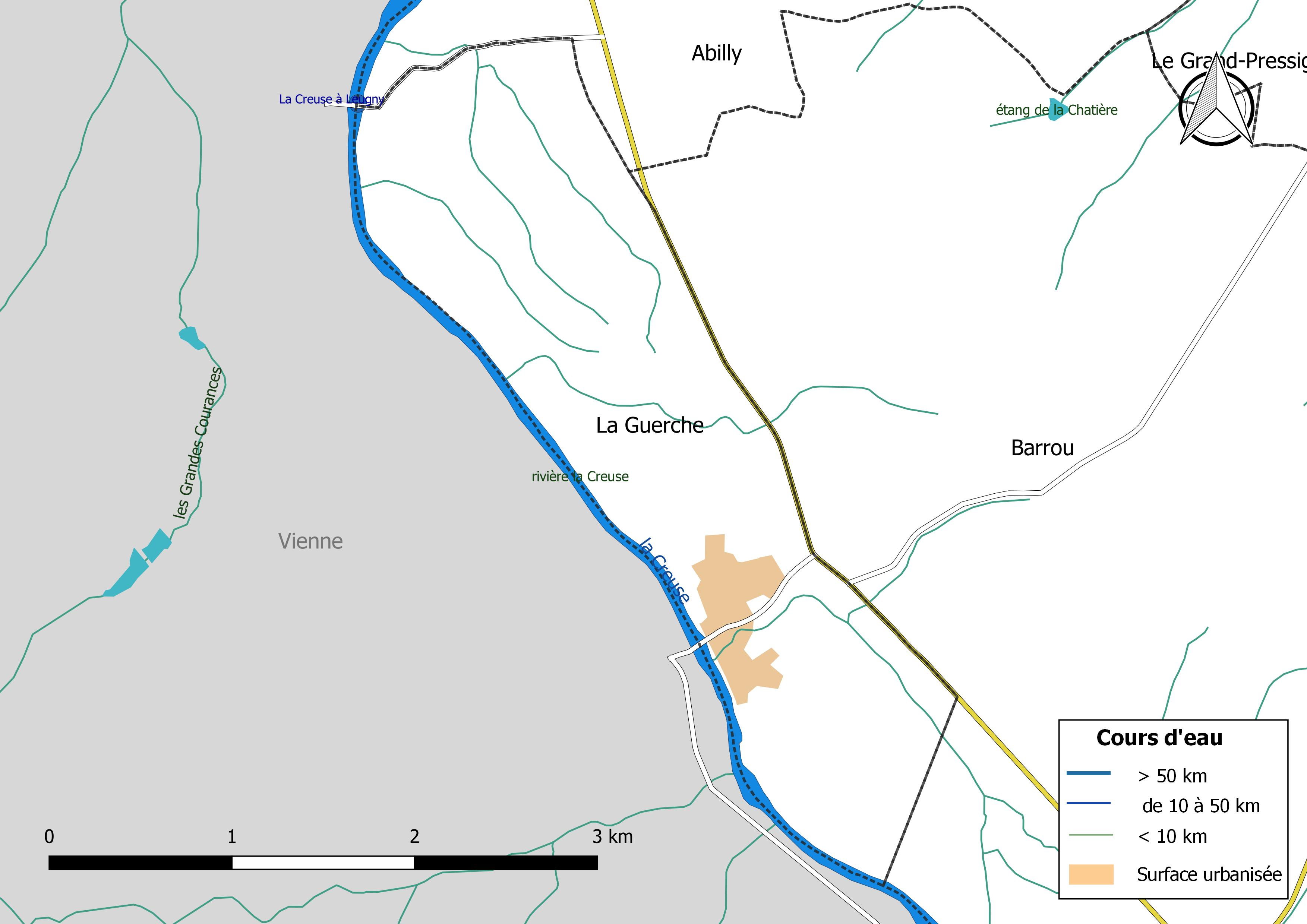
Réseau hydrographique de La Guerche.

La commune est bordée sur son flanc ouest par la Creuse (2,652 km), qui constitue une limite séparative, ce qui en fait une commune limitrophe, à la fois du département de la Vienne et de la région Nouvelle-Aquitaine. Le réseau hydrographique communal, d'une longueur totale de 11,9 km, comprend en outre huit petits cours d'eau,.
La Creuse, d'une longueur totale de 263,6 km, prend sa source à 816 m d'altitude sur le plateau de Millevaches, dans la Creuse  et se jette dans la Vienne sur les territoires des communes de Port-de-Piles (Vienne), Ports et Nouâtre (Indre-et-Loire), après avoir traversé 80 communes. 
Sur le plan piscicole, la Creuse est classée en deuxième catégorie piscicole. Le groupe biologique dominant est constitué essentiellement de poissons blancs (cyprinidés) et de carnassiers (brochet, sandre et perche).
Deux zones humides ont été répertoriées sur la commune par la direction départementale des territoires (DDT) et le conseil départemental d'Indre-et-Loire : « La Creusette » et « Les Marais »,.

### Climat
Pour des articles plus généraux, voir Climat du Centre-Val de Loire et Climat d'Indre-et-Loire.
En 2010, le climat de la commune est de type climat océanique dégradé des plaines du Centre et du Nord, selon une étude du CNRS s'appuyant sur une série de données couvrant la période 1971-2000. En 2020, Météo-France publie une typologie des climats de la France métropolitaine dans laquelle la commune est exposée à un climat océanique altéré et est dans la région climatique Poitou-Charentes, caractérisée par un bon ensoleillement, particulièrement en été et des vents modérés.
Pour la période 1971-2000, la température annuelle moyenne est de 11,8 °C, avec une amplitude thermique annuelle de 14,6 °C. Le cumul annuel moyen de précipitations est de 656 mm, avec 11,1 jours de précipitations en janvier et 6,6 jours en juillet. Pour la période 1991-2020, la température moyenne annuelle observée sur la station météorologique de Météo-France la plus proche, sur la commune de Lésigny à 5 km à vol d'oiseau, est de 12,1 °C et le cumul annuel moyen de précipitations est de 743,3 mm,. Pour l'avenir, les paramètres climatiques de la commune estimés pour 2050 selon différents scénarios d'émission de gaz à effet de serre sont consultables sur un site dédié publié par Météo-France en novembre 2022.

## Urbanisme

### Typologie
Au 1er janvier 2024, La Guerche est catégorisée commune rurale à habitat dispersé, selon la nouvelle grille communale de densité à sept niveaux définie par l'Insee en 2022.
Elle est située hors unité urbaine. Par ailleurs la commune fait partie de l'aire d'attraction de Châtellerault, dont elle est une commune de la couronne,. Cette aire, qui regroupe 44 communes, est catégorisée dans les aires de 50 000 à moins de 200 000 habitants,.

### Occupation des sols
L'occupation des sols de la commune, telle qu'elle ressort de la base de données européenne d’occupation biophysique des sols Corine Land Cover (CLC), est marquée par l'importance des territoires agricoles (89,3 % en 2018), une proportion identique à celle de 1990 (89,3 %). La répartition détaillée en 2018 est la suivante : 
terres arables (74 %), zones agricoles hétérogènes (15,3 %), eaux continentales (6 %), zones urbanisées (4,7 %). L'évolution de l’occupation des sols de la commune et de ses infrastructures peut être observée sur les différentes représentations cartographiques du territoire : la carte de Cassini (XVIIIe siècle), la carte d'état-major (1820-1866) et les cartes ou photos aériennes de l'IGN pour la période actuelle (1950 à aujourd'hui).

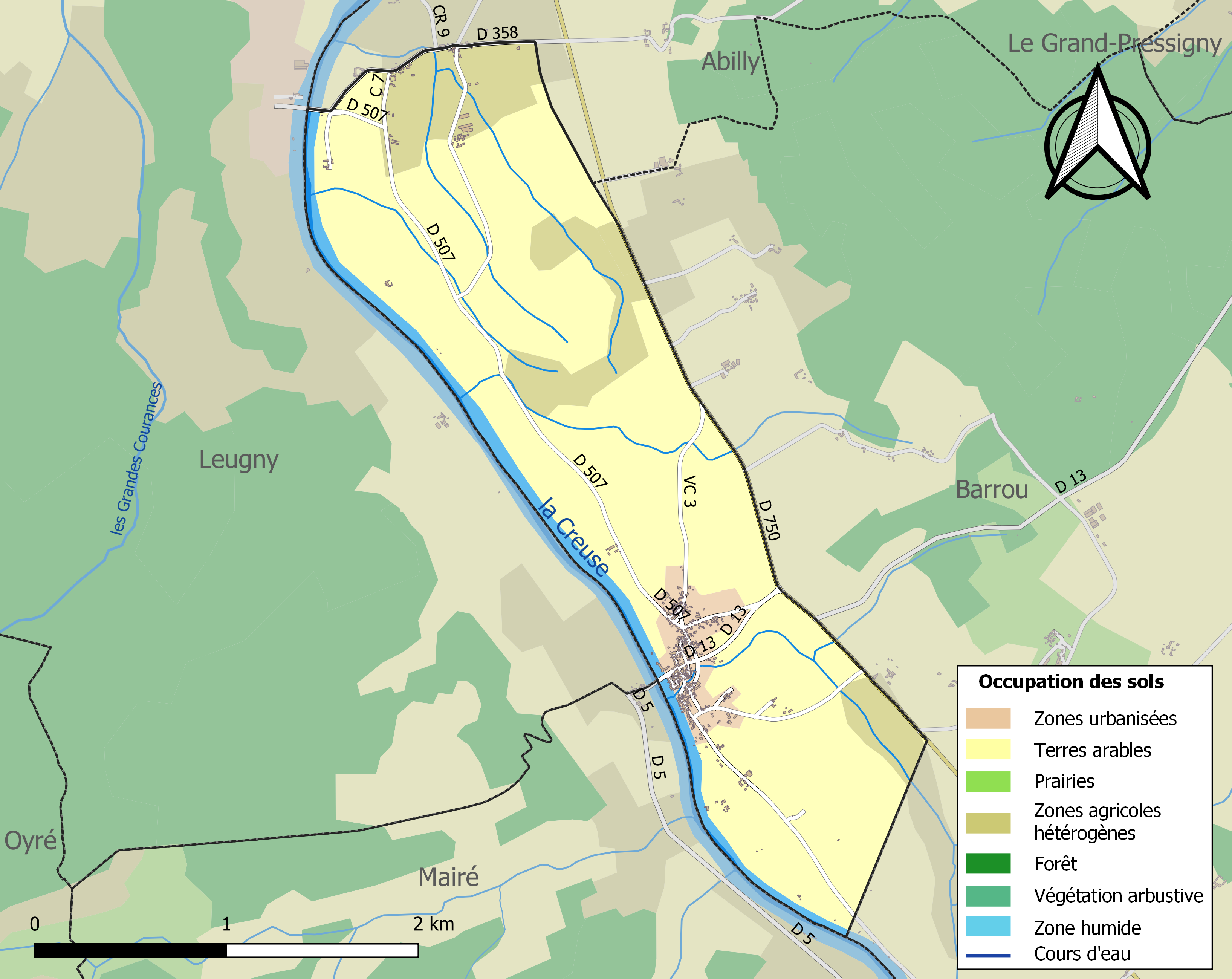
Carte des infrastructures et de l'occupation des sols de la commune en 2018 (CLC).

### Risques majeurs
Le territoire de la commune de La Guerche est vulnérable à différents aléas naturels : météorologiques (tempête, orage, neige, grand froid, canicule ou sécheresse), inondations et séisme (sismicité modérée). Il est également exposé à un risque technologique, la rupture d'un barrage. Un site publié par le BRGM permet d'évaluer simplement et rapidement les risques d'un bien localisé soit par son adresse soit par le numéro de sa parcelle.

#### Risques naturels
Certaines parties du territoire communal sont susceptibles d’être affectées par le risque d’inondation par débordement de cours d'eau, notamment la Creuse. La commune a été reconnue en état de catastrophe naturelle au titre des dommages causés par les inondations et coulées de boue survenues en 1982 et 1999,.

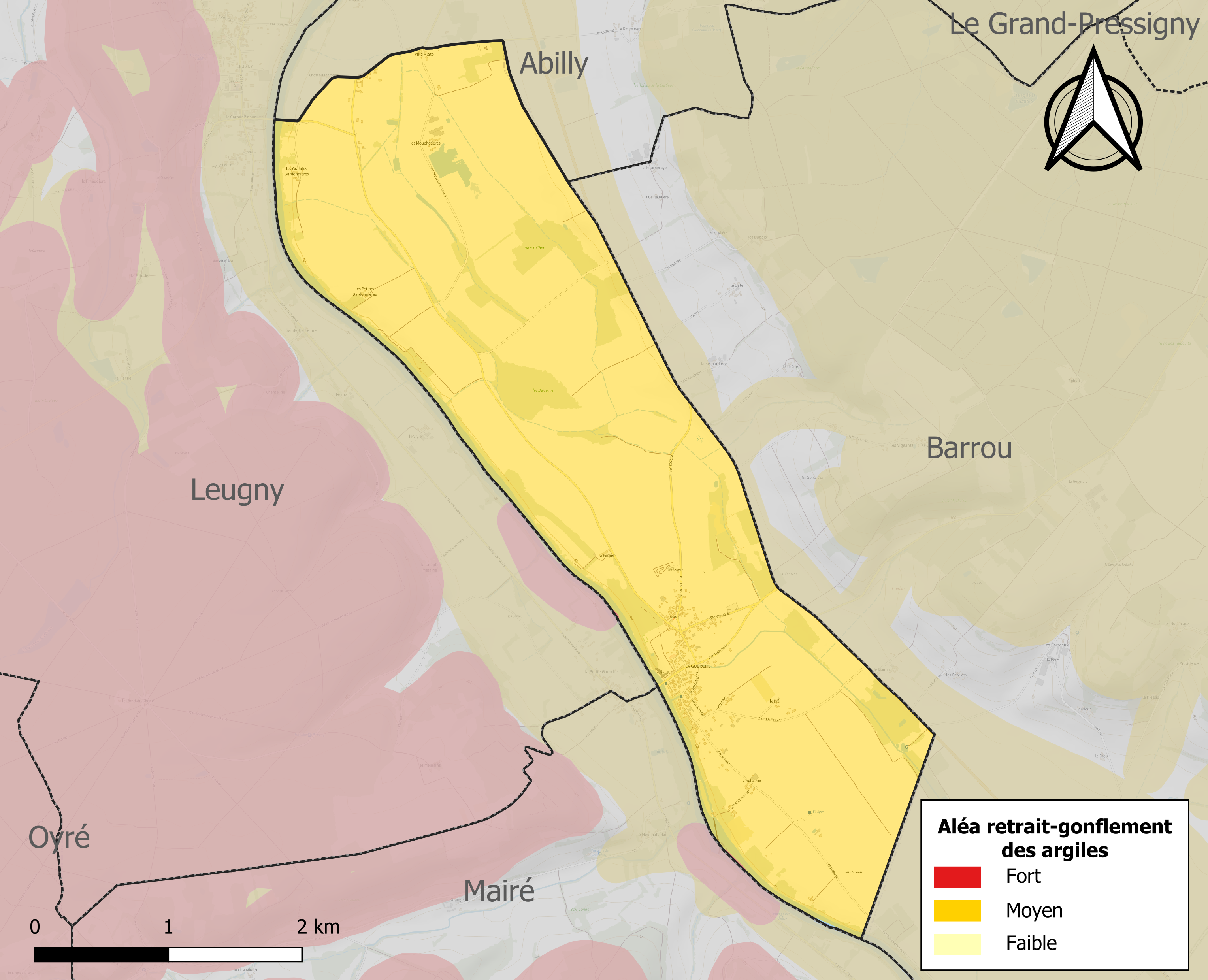
Carte des zones d'aléa retrait-gonflement des sols argileux de La Guerche.

Le retrait-gonflement des sols argileux est susceptible d'engendrer des dommages importants aux bâtiments en cas d’alternance de périodes de sécheresse et de pluie. La totalité de la commune est en aléa moyen ou fort (90,2 % au niveau départemental et 48,5 % au niveau national). Sur les 176 bâtiments dénombrés sur la commune en 2019, 176 sont en aléa moyen ou fort, soit 100 %, à comparer aux 91 % au niveau départemental et 54 % au niveau national. Une cartographie de l'exposition du territoire national au retrait gonflement des sols argileux est disponible sur le site du BRGM,.
Concernant les mouvements de terrains, la commune a été reconnue en état de catastrophe naturelle au titre des dommages causés par des mouvements de terrain en 1999.

#### Risques technologiques
La commune est en outre située en aval du Barrage d'Éguzon, de classe A et faisant l'objet d'un PPI, mis en eau en 1926, d’une hauteur de 58 mètres et retenant un volume de 57,3 millions de mètres cubes. À ce titre elle est susceptible d’être touchée par l’onde de submersion consécutive à la rupture de cet ouvrage.

## Histoire
La Guerche en Touraine était un fief, de la Maison de Preuilly, dont la branche aînée accéda au comté de Vendôme en 1085 avec Geoffroy III Jourdain de Preuilly (II de Vendôme), † 1102, dont le fils cadet Eschivard Ier, † 1115, frère puîné du comte de Vendôme Geoffroi Grisegonelle, garda Preuilly, Bossay, La Roche-Posay et La Guerche. Le fils d'Eschivard, Pierre Ier Montrabel, † après 1130, laissa La Guerche à son fils cadet Gausbert de Preuilly, † vers 1204/1205, frère puîné de Pierre II Montrabel de Preuilly († 1173 ; lui-même père d'Eschivard II de Preuilly, † 1218). Gausbert épousa Adélaïde/Adèle de Vendôme dame du Bouchet en Vendômois (seigneurie réunissant Crucheray, Nourray et Lancé), fille de Barthélemy de Vendôme-Preuilly (un frère puîné d'Eschivard Ier et du comte Geoffroi Grisegonelle, fl. en 1120, 1130 et † croisé vers 1145), ou plutôt fille de Barthélemi Le Riche-issu des Fulchérides, vicomtes de Vendôme. La fille d'Adèle de Vendôme et Gausbert de Preuilly-La Guerche, Jeanne dame de La Guerche et du Bouchet, † vers 1211/1212, épousa 1° Hugues V Callidus vicomte de Châteaudun en 1185-1191, puis 2° Robert Ier d'Alençon, † 1217 (Postérité des deux unions).
Les Châteaudun et surtout les Preuilly (dont Eschivard III, † 1265 ; fils de Geoffroy IV et petit-fils d'Eschivard II ; père de Geoffroy V, † 1285, et grand-père d'Eschivard IV, † 1320) possèdent ensuite La Guerche, qu'on retrouve un peu plus tard, on ne sait trop pourquoi (les tentatives d'explication sont embrouillées, lacunaires, et semblent parfois confondre La Guerche de Touraine avec La Guerche-de-Bretagne, voire La Guierche en Poitou), aux mains d'un cadet de la famille de L'Isle-Bouchard, Jean Ier de L'Isle, seigneur de Cinq-Mars (fl. 1336-1345 ; fils de Barthélemi III de L'Isle, † vers 1288 ; mari en 1327 d'Agnès/Isabeau de Montbazon, fille de Barthélemi Ier Savary de Montbazon (1280-1347) et de Marie de Dreux-Beu ? ou plutôt de Jeanne Barbe de Grillemont).
La fille de Jean de L'Isle, Jeanne de L'Isle, femme de Bonabès IV de Rougé (1328-1377), fait passer la Guerche à ses descendants Rougé de Derval, Châteaugiron, Châteaugiron-Malestroit (cf. l'article Cinq-Mars). Les Preuilly avaient peut-être conservé des droits, car Pierre Frotier, † 1459, baron de Preuilly par sa femme Marguerite fille de Gilles de Preuilly, épousée en 1421 et † en 1445, est dit vicomte de La Guerche.
Le 21 mai 1448, Geoffroy et son fils Jean de Châteaugiron-Malestroit de Derval et Combourg, vendent contre 1 100 écus d'or  La Guerche à Nicole Chambes, chevalier, capitaine des archers de la Garde écossaise (d'origine écossaise, sans lien avec les Chambes de Montsoreau), qui revend le 8/19 octobre 1450 à André de Villequier de St-Sauveur, † 1454. On soupçonne fortement qu'il s'agissait là d'achats arrangés : Nicole Chambes aurait en fait agi pour le compte du roi Charles VII et de sa favorite Agnès Sorel, et André de Villequier était le mari complaisant d'Antoinette de Maignelais, † 1474, aussi maîtresse dudit roi Charles.
Le château de La Guerche connut un passé glorieux : il abrita, dit-on, les amours de Charles VII (roi de France en 1422-1461) et de la « dame de Beauté », Agnès Sorel, † 1450. Le roi manquait rarement de chasser dans les forêts voisines.
Les descendants d'André et Antoinette, les Villequier puis les d'Aumont, gardèrent la vicomté de La Guerche jusqu'en 1709, où Charlotte d'Aumont, arrière-petite-fille du premier maréchal d'Aumont, petite-fille de Jacques II d'Aumont et Charlotte-Catherine de Villequier de La Guerche, fille de César d'Aumont marquis de Clairvaux et gouverneur de Touraine, et sœur d'Anne d'Aumont (x Gilles, frère puîné du surintendant Nicolas Fouquet), vendit à Georges du Theil de Marigny, dont le fils Jean-André vendit vers 1725 à François-Hélie de Voyer d'Argenson, archevêque de Bordeaux (1656-1728).
Le neveu de ce prélat, Marc-Pierre de Voyer d'Argenson, † 1764, secrétaire d'Etat à la Guerre, puis ses descendants, assumèrent la vicomté de La Guerche jusqu'à la Révolution.

## Politique et administration
| Période | Période  | Identité        | Étiquette | Qualité |
| ------- | -------- | --------------- | --------- | ------- |
| 2001    | 2007     | Franck Hidalgo  |           | Employé |
| 2007    | 2014     | Janine Gauthier |           | Employé |
| 2014    | En cours | Franck Hidalgo  |           | Employé |

## Population et société

### Démographie

#### Évolution démographique
L'évolution du nombre d'habitants est connue à travers les recensements de la population effectués dans la commune depuis 1793. Pour les communes de moins de 10 000 habitants, une enquête de recensement portant sur toute la population est réalisée tous les cinq ans, les populations de référence des années intermédiaires étant quant à elles estimées par interpolation ou extrapolation. Pour la commune, le premier recensement exhaustif entrant dans le cadre du nouveau dispositif a été réalisé en 2006.

En 2022, la commune comptait 175 habitants, en évolution de −4,37 % par rapport à 2016 (Indre-et-Loire : +1,67 %, France hors Mayotte : +2,11 %).
| 1793 | 1800 | 1806 | 1821 | 1831 | 1836 | 1841 | 1846 | 1851 |
| ---- | ---- | ---- | ---- | ---- | ---- | ---- | ---- | ---- |
| 593  | 489  | 487  | 550  | 540  | 544  | 542  | 545  | 526  |

| 1856 | 1861 | 1866 | 1872 | 1876 | 1881 | 1886 | 1891 | 1896 |
| ---- | ---- | ---- | ---- | ---- | ---- | ---- | ---- | ---- |
| 528  | 513  | 518  | 447  | 464  | 459  | 486  | 446  | 400  |

| 1901 | 1906 | 1911 | 1921 | 1926 | 1931 | 1936 | 1946 | 1954 |
| ---- | ---- | ---- | ---- | ---- | ---- | ---- | ---- | ---- |
| 360  | 360  | 373  | 342  | 326  | 341  | 330  | 312  | 309  |

| 1962 | 1968 | 1975 | 1982 | 1990 | 1999 | 2006 | 2011 | 2016 |
| ---- | ---- | ---- | ---- | ---- | ---- | ---- | ---- | ---- |
| 302  | 295  | 258  | 265  | 237  | 229  | 213  | 193  | 183  |

| 2021 | 2022 | - | - | - | - | - | - | - |
| ---- | ---- | - | - | - | - | - | - | - |
| 175  | 175  | - | - | - | - | - | - | - |

#### Pyramide des âges
La population de la commune est relativement âgée.
En 2018, le taux de personnes d'un âge inférieur à 30 ans s'élève à 19,7 %, soit en dessous de la moyenne départementale (34,9 %). À l'inverse, le taux de personnes d'âge supérieur à 60 ans est de 38,3 % la même année, alors qu'il est de 27,8 % au niveau départemental.
En 2018, la commune comptait 94 hommes pour 83 femmes, soit un taux de 53,11 % d'hommes, largement supérieur au taux départemental (48,09 %).
Les pyramides des âges de la commune et du département s'établissent comme suit.
| Hommes | Classe d’âge | Femmes |
| ------ | ------------ | ------ |
| 1,0    | 90 ou +      | 2,3    |
| 8,2    | 75-89 ans    | 19,8   |
| 24,7   | 60-74 ans    | 20,9   |
| 35,1   | 45-59 ans    | 25,6   |
| 9,3    | 30-44 ans    | 14,0   |
| 11,3   | 15-29 ans    | 9,3    |
| 10,3   | 0-14 ans     | 8,1    |

| Hommes | Classe d’âge | Femmes |
| ------ | ------------ | ------ |
| 0,9    | 90 ou +      | 2,2    |
| 7,9    | 75-89 ans    | 10,2   |
| 17,3   | 60-74 ans    | 18,1   |
| 19,8   | 45-59 ans    | 19,1   |
| 17,9   | 30-44 ans    | 17,2   |
| 18,5   | 15-29 ans    | 17,5   |
| 17,6   | 0-14 ans     | 15,6   |

## Culture locale et patrimoine

### Lieux et monuments

#### Vestiges préhistoriques
- Station moustérienne du Champ de la Garenne.

#### Architecture civile
- Vestiges des fortifications du village.
- Château de la Guerche, reconstruit au XVe siècle.

Il est inscrit aux Monuments historiques depuis 1944. Il fut reconstruit sur ordre de Charles VII pour sa favorite Antoinette de Maignelais, cousine d'Agnès Sorel.

#### Architecture sacrée
- Église Saint-Marcellin, XIIe siècle et XVIe siècle (Inscrit Monument Historique[35]).

### Personnalités liées à la commune
- L'auteur Amédée Achard a créé un personnage nommé M. de La Guerche, héros de plusieurs de ses livres dont Les chevauchées de M. de la Guerche.
- Bonabes IV, sire de Rougé et de Derval, vicomte de La Guerche.
- Georgette Blanchet, André Blanchet, René Blanchet et Henri Blanchet, Justes parmi les nations
- André Blanchet, champion de France de course cycliste sur piste, en Poursuite individuelle Hommes, en 1944 et 1945[36].

### Héraldique
| Blason de La Guerche | Les armes de La Guerche se blasonnent ainsi : De gueules à la croix pattée d'argent (Armoiries de la Famille de Rougé, anciens vicomtes de La Guerche au Moyen Âge). |